# Cây Giáng Sinh Sri Lanka
Cây Giáng Sinh Sri Lanka được Sách Kỷ lục Guinness công nhận là cây Giáng Sinh nhân tạo cao nhất thế giới. Nó được xây dựng tại công viên Galle Face Green ở thủ đô Colombo, Sri Lanka, cây cao 72,1m (236 ft 6,58 in) và khai trương vào đêm Giáng Sinh 2016.
Cây có hình nón là một khung thép và dây được làm từ phế liệu và gỗ, và được bao phủ bởi lưới nhựa. Nó được trang trí với khoảng một triệu nón thông tự nhiên được sơn màu vàng, xanh lá cây, đỏ và bạc. Nó có 600.000 bóng đèn LED chiếu sáng cây vào ban đêm. Trên đỉnh cây có một ngôi sao Giáng Sinh cao 20 foot (6,1 m) với bóng đèn, nặng khoảng 60 kg (130 lb). Cây có giá 12 triệu rupee (khoảng 80.000 đô la Mỹ). Cây được xây dựng bởi 150 nhân viên của Bộ Cảng và Vận chuyển Sri Lanka với sự hỗ trợ từ các bên khác.
Việc xây dựng bắt đầu vào tháng 8 năm 2016 nhưng đã bị bỏ dở vào tuần đầu tiên của tháng 12 sau khi Giáo hội Công giáo Sri Lanka chỉ trích nó là "lãng phí tiền bạc", và nói thêm "Công việc xây dựng nên bị từ bỏ. Giáng Sinh là dịp để chia sẻ tiền với người nghèo, không lãng phí tiền vào sự xa hoa. . . Nền kinh tế thị trường đang sử dụng tôn giáo như một công cụ để bán Giáng Sinh."
Sau đó, việc xây dựng cây được đề nghị sau cuộc gặp với Đức Hồng y Công giáo Malcolm Ranjith, tổng giám mục của Colombo. Ban đầu cây được dự định là cao 100 mét (330 ft) nhưng chiều cao phải giảm xuống 72,1 mét (237 ft) do sự chậm trễ trong xây dựng. Một ông già Noel cao 20 foot (6,1 m) với một chiếc xe trượt tuyết được đặt gần cây.
Cây đã phá kỷ lục thế giới trước đó về cây Giáng Sinh nhân tạo cao nhất, cao 56 mét (184 ft) và được xây dựng tại Quảng Châu, Trung Quốc vào năm 2015 bởi Công ty TNHH Truyền thông Văn hóa GZ ThinkBig.

## So sánh
So sánh cây Giáng Sinh Sri Lanka với một số cấu trúc khác như sau: 

## Tình trạng hiện tại
Cây đã nhận một số lời chỉ trích ngoài Giáo hội Công giáo. Nó không có đủ đồ trang trí và lãnh sam. Khi so sánh với cây được xây dựng ở Quảng Châu, cây Sri Lanka không có tán lá tổng hợp màu xanh lục. Ngoài ra, người ta có thể nhìn thấy đầy đủ các khung hoặc cấu trúc bên trong của nó. Hình dạng của cây không đủ sức hấp dẫn như cây Giáng Sinh truyền thống, mà giống với hình dạng của một tên lửa hơn. Nó đã bị tháo dỡ vào tháng 1 năm 2017. Cây được ghi nhận bởi Sách Kỷ lục Guinness vào tháng 12 năm 2017.